# Gundur, Savanur
Gundur là một làng thuộc tehsil Savanur, huyện Haveri, bang Karnataka, Ấn Độ.